# Suñer I.
Suñer I. [Sunjer] (Sunyer, Suniario) (umro 1010.) bio je španjolski plemić i grof Pallarsa. Bio je i grof Ribagorze de iure uxoris.

## Životopis
Grof Suñer I. je bio sin grofa Lopea I. i njegove supruge, gospe Gotrude od Cerdanye.
Bio je mlađi brat grofa Borrella I. i grofa Ramóna II. te unuk grofa Rajmonda I.
Naslijedio je svog oca i strica, grofa Isarna. Vladao je zajedno s braćom, koja su umrla 995. godine.
Od 995. do svoje smrti vladao je Pallarsom zajedno sa svojim nećakom Ermengolom I. od Pallarsa, sinom Borrella.

## Brakovi i djeca
Prva žena grofa Suñera bila je njegova šurjakinja, gospa Ermengarda, koja je bila udata za Borrella. Ona je Suñeru rodila dvojicu sinova i kćer Ermengardu. Sinovi su postali Ramón III. od Pallarsa Jusse i Vilim II. od Pallarsa Sobire.
Druga supruga Suñera bila je grofica Toda od Ribagorze. Nisu imali djece.